# Daviscupový tým Srbska
Daviscupový tým Srbska reprezentuje Srbsko v Davisově poháru od roku 1995. V období 1995–2003 srbští hráči nastupovali společně s Černohorci za Svazovou republiku Jugoslávie, a mezi lety 2004–2006 hráli za soustátí Srbsko a Černá Hora. V letech 1927–1992 byli součástí jugoslávského daviscupového týmu.
Jediný titul Srbsko vyhrálo v roce 2010 po finálové výhře 3:2 nad Francií. V bělehradském finále 2013 podlehlo České republice. S jugoslávským družstvem se hráči v letech 1988, 1989 a 1991 probojovali do světového semifinále.

## Historie
Samostatné srbské družstvo se poprvé kvalifikovalo do Světové skupiny v roce 2008. Tam v 1. kole podlehlo týmu Ruska poměrem 3–2 na zápasy. Podobně si vedlo i následující rok, když rovněž v 1. kole nestačilo na tým budoucích vítězů ze Španělska a prohrálo s ním 4–1. V roce 2010 družstvu přiřkl los tým Spojených států amerických, přes který poprvé postoupilo do čtvrtfinále. Nakonec se tým probojoval až do finále, v němž porazil Francii 3–2 a získal první salátovou mísu.
V roce 2011 postoupilo Srbsko až do semifinále, kde vypadlo s Argentinou 2–3. V roce 2012 se Srbsko utkalo v prvním kole se Švédskem a jednoznačným výsledkem 4–1 postoupilo do semifinále, kde se utkalo s Českem. V Praze na antuce Srbsko prohrálo s tehdejším vítězem 4–1. V roce 2013 se družstvo probojovalo přes Belgii, Spojené státy a Kanadu do bělehradského finále. V něm podlehlo obhájci trofeje České republice 2–3 na zápasy, když obě výhry domácích zajistil Novak Djoković.

## Přehled zápasů

### 2019–2029
| Rok  | Soutěž                            | Datum         | Místo               | Povrch    | Soupeř         | Skóre | Výsledek |
| ---- | --------------------------------- | ------------- | ------------------- | --------- | -------------- | ----- | -------- |
| 2019 | Kvalifikační kolo                 | 1.–2. února   | Taškent, Uzbekistán | tvrdý (h) | Uzbekistán     | 3–2   | výhra    |
| 2019 | Finálový turnaj, základní skupina | 20. listopadu | Madrid, Španělsko   | tvrdý (h) | Japonsko       | 3–0   | výhra    |
| 2019 | Finálový turnaj, základní skupina | 21. listopadu | Madrid, Španělsko   | tvrdý (h) | Francie        | 2–1   | výhra    |
| 2019 | Finálový turnaj, čtvrtfinále      | 22. listopadu | Madrid, Španělsko   | tvrdý (h) | Rusko          | 1–2   | prohra   |
| 2021 | Finálový turnaj, základní skupina | 26. listopadu | Innsbruck, Rakousko | tvrdý (h) | Rakousko       | 3–0   | výhra    |
| 2021 | Finálový turnaj, základní skupina | 28. listopadu | Innsbruck, Rakousko | tvrdý (h) | Německo        | 1–2   | prohra   |
| 2021 | Finálový turnaj, čtvrtfinále      | 1. prosince   | Madrid, Španělsko   | tvrdý (h) | Kazachstán     | 2–1   | výhra    |
| 2021 | Finálový turnaj, semifinále       | 26. listopadu | Madrid, Španělsko   | tvrdý (h) | Chorvatsko     | 1–2   | prohra   |
| 2022 | Finálový turnaj, základní skupina | 14. září      | Valencie, Španělsko | tvrdý (h) | Španělsko      | 0–3   | prohra   |
| 2022 | Finálový turnaj, základní skupina | 15. září      | Valencie, Španělsko | tvrdý (h) | Jižní Korea    | 2–1   | výhra    |
| 2022 | Finálový turnaj, základní skupina | 17. září      | Valencie, Španělsko | tvrdý (h) | Kanada         | 2–1   | výhra    |
| 2023 | Kvalifikační kolo                 | 3.–4. února   | Oslo, Norsko        | tvrdý (h) | Norsko         | 4–0   | výhra    |
| 2023 | Finálový turnaj, základní skupina | 12. září      | Valencie, Španělsko | tvrdý (h) | Jižní Korea    | 3–0   | výhra    |
| 2023 | Finálový turnaj, základní skupina | 15. září      | Valencie, Španělsko | tvrdý (h) | Španělsko      | 3–0   | výhra    |
| 2023 | Finálový turnaj, základní skupina | 16. září      | Valencie, Španělsko | tvrdý (h) | Česko          | 0–3   | prohra   |
| 2023 | Finálový turnaj, čtvrtfinále      | 24. listopadu | Málaga, Španělsko   | tvrdý (h) | Velká Británie | 2–0   | výhra    |
| 2023 | Finálový turnaj, semifinále       | 25. listopadu | Málaga, Španělsko   | tvrdý (h) | Itálie         | 1–2   | prohra   |

## Přehled finále

### 2010: Srbsko vs. Francie
| Bělehradská Arena, Bělehrad, Srbsko 3.–5. prosince 2010 tvrdý (hala) |  |                                                                 |     |      |     |     |     |  |
| \| \| \| \| 1. \| 2. \| 3. \| 4. \| 5. \| \| \| -- \| \| --------------------------------------------------------------- \| --- \| ---- \| --- \| --- \| --- \| \| \| 1. \| \| Janko Tipsarević Gaël Monfils \| 1 6 \| 65 7 \| 0 6 \| \| \| \| \| 2. \| \| Novak Djoković Gilles Simon \| 6 3 \| 6 1 \| 7 5 \| \| \| \| \| 3. \| \| Viktor Troicki / Nenad Zimonjić Arnaud Clément / Michaël Llodra \| 6 3 \| 7 64 \| 4 6 \| 5 7 \| 4 6 \| \| \| 4. \| \| Novak Djoković Gaël Monfils \| 6 2 \| 6 2 \| 6 4 \| \| \| \| \| 5. \| \| Viktor Troicki Michaël Llodra \| 6 2 \| 6 2 \| 6 3 \| \| \| \| \| \| \| \| \| \| \| \| \| \| \| \| \| \| \| \| \| \| \| \| \| \| \| \| \| \| \| \| \| \| \| \| \| \| \| \| \| \| \| \| \| \| \| \| \| \| \| \| \| \| |  |                                                                 |     |      |     |     |     |  |
| |  |                                                                 | 1.  | 2.   | 3.  | 4.  | 5.  |  |
| 1. |  | Janko Tipsarević Gaël Monfils                                   | 1 6 | 65 7 | 0 6 |     |     |  |
| 2. |  | Novak Djoković Gilles Simon                                     | 6 3 | 6 1  | 7 5 |     |     |  |
| 3. |  | Viktor Troicki / Nenad Zimonjić Arnaud Clément / Michaël Llodra | 6 3 | 7 64 | 4 6 | 5 7 | 4 6 |  |
| 4. |  | Novak Djoković Gaël Monfils                                     | 6 2 | 6 2  | 6 4 |     |     |  |
| 5. |  | Viktor Troicki Michaël Llodra                                   | 6 2 | 6 2  | 6 3 |     |     |  |
| |  |                                                                 |     |      |     |     |     |  |
| |  |                                                                 |     |      |     |     |     |  |
| |  |                                                                 |     |      |     |     |     |  |
| |  |                                                                 |     |      |     |     |     |  |
| |  |                                                                 |     |      |     |     |     |  |

### 2013: Srbsko vs. Česko
| Kombank Arena, Bělehrad, Srbsko 15.–17. listopadu 2013 tvrdý – RuKortHard Tournament MF |  |                                                                |     |      |      |    |    |  |
| \| \| \| \| 1. \| 2. \| 3. \| 4. \| 5. \| \| \| -- \| \| -------------------------------------------------------------- \| --- \| ---- \| ---- \| -- \| -- \| \| \| 1. \| \| Novak Djoković Radek Štěpánek \| 7 5 \| 6 1 \| 6 4 \| \| \| \| \| 2. \| \| Dušan Lajović Tomáš Berdych \| 3 6 \| 4 6 \| 3 6 \| \| \| \| \| 3. \| \| Ilija Bozoljac / Nenad Zimonjić Tomáš Berdych / Radek Štěpánek \| 2 6 \| 4 6 \| 64 7 \| \| \| \| \| 4. \| \| Novak Djoković Tomáš Berdych \| 6 4 \| 7 65 \| 6 2 \| \| \| \| \| 5. \| \| Dušan Lajović Radek Štěpánek \| 3 6 \| 1 6 \| 1 6 \| \| \| \| \| \| \| \| \| \| \| \| \| \| \| \| \| \| \| \| \| \| \| \| \| \| \| \| \| \| \| \| \| \| \| \| \| \| \| \| \| \| \| \| \| \| \| \| \| \| \| \| \| \| |  |                                                                |     |      |      |    |    |  |
| |  |                                                                | 1.  | 2.   | 3.   | 4. | 5. |  |
| 1. |  | Novak Djoković Radek Štěpánek                                  | 7 5 | 6 1  | 6 4  |    |    |  |
| 2. |  | Dušan Lajović Tomáš Berdych                                    | 3 6 | 4 6  | 3 6  |    |    |  |
| 3. |  | Ilija Bozoljac / Nenad Zimonjić Tomáš Berdych / Radek Štěpánek | 2 6 | 4 6  | 64 7 |    |    |  |
| 4. |  | Novak Djoković Tomáš Berdych                                   | 6 4 | 7 65 | 6 2  |    |    |  |
| 5. |  | Dušan Lajović Radek Štěpánek                                   | 3 6 | 1 6  | 1 6  |    |    |  |
| |  |                                                                |     |      |      |    |    |  |
| |  |                                                                |     |      |      |    |    |  |
| |  |                                                                |     |      |      |    |    |  |
| |  |                                                                |     |      |      |    |    |  |
| |  |                                                                |     |      |      |    |    |  |

## Složení týmu
| Rok  | Členové týmu   | Členové týmu     | Členové týmu      | Členové týmu  |
| ---- | -------------- | ---------------- | ----------------- | ------------- |
| 2023 | Novak Djoković | Laslo Djere      | Miomir Kecmanović | Dušan Lajović |
| 2023 | Nikola Ćaćić   | Filip Krajinović | Hamad Medjedović  | —             |